# منتخب أندورا لكأس ديفيز
منتخب أندورا لكأس ديفيز هو ممثل أندورا الرسمي في كرة المضرب في كأس ديفيز. تأسس في 2000.